# توماس هنتر (لاعب كرة قدم)
توماس هنتر (بالإنجليزية: Thomas Hunter)‏ (7 يونيو 1988 بتشارلوت في الولايات المتحدة - ) هو لاعب كرة قدم أمريكي في مركز حراسة المرمى. لعب مع Chattanooga FC ‏ وأتلانتا سيلفرباكس.

## وصلات خارجية
- توماس هنتر على موقع قاعدة بيانات كرة القدم.إي يو (الإنجليزية)
- توماس هنتر على موقع Soccerway.com (الإنجليزية)